# Edoardo Bassini

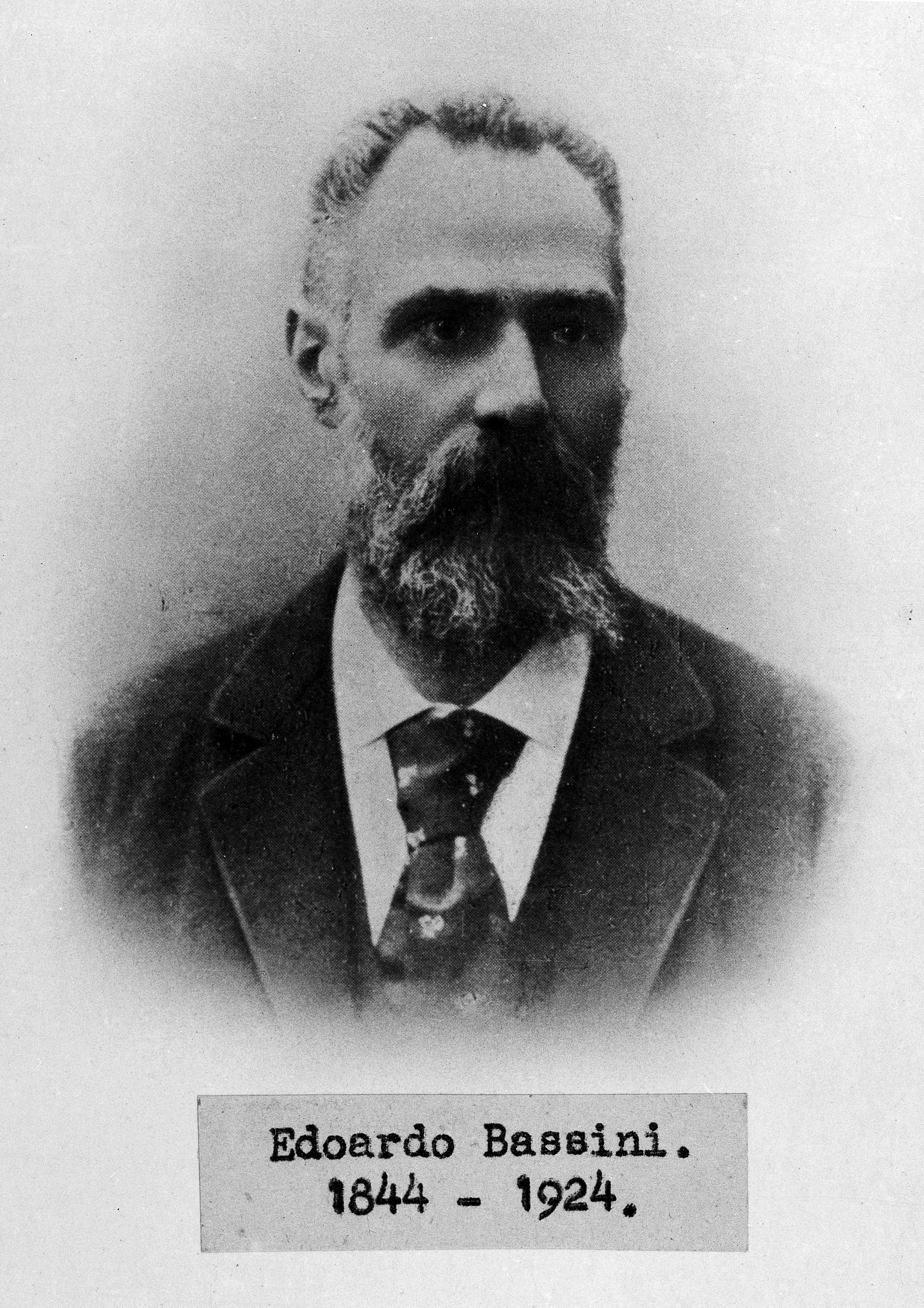
Edoardo Bassini, Portraitfotografie

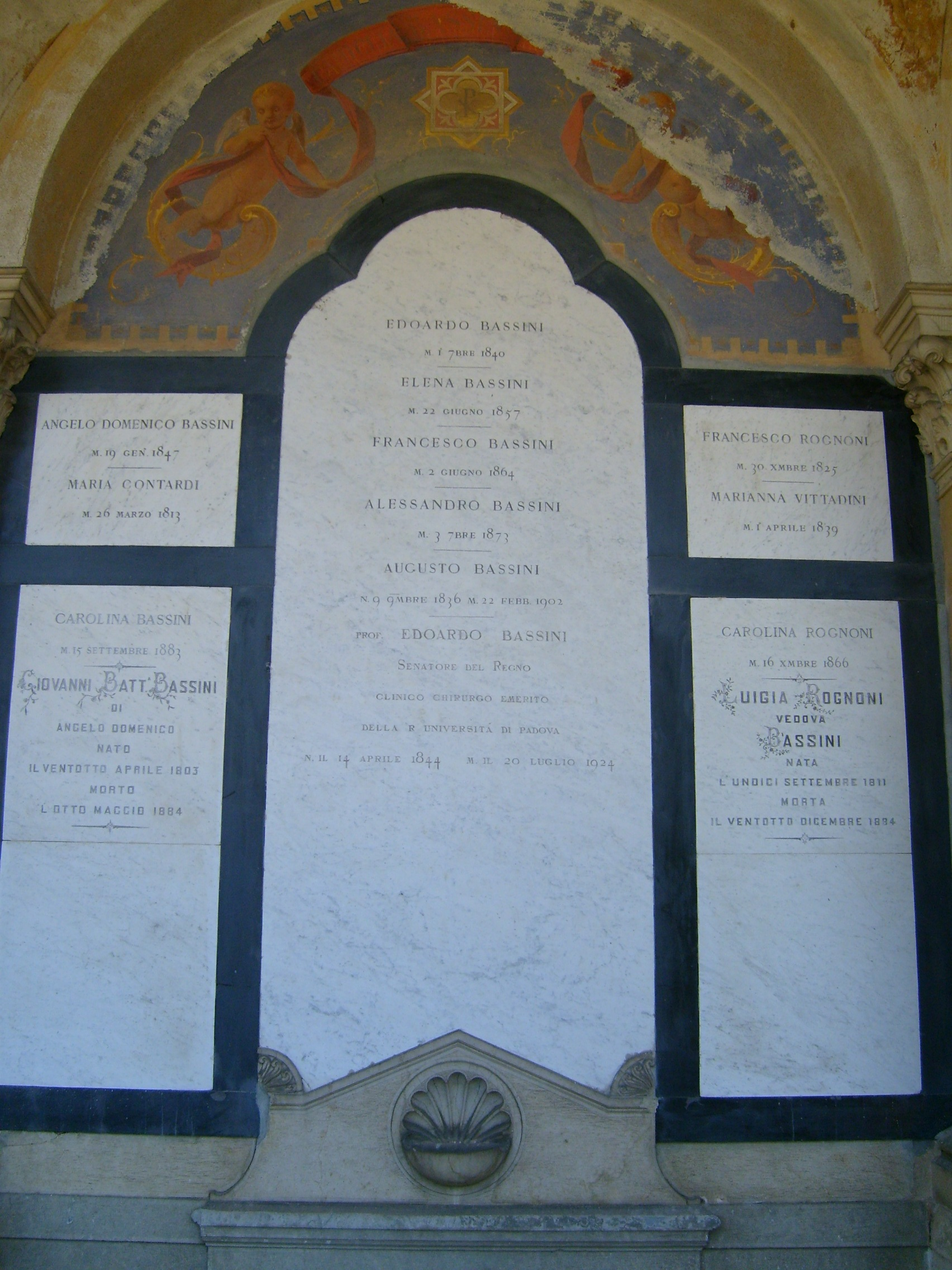
Grab von Edoardo Bassini auf dem Cimitero Monumentale, Pavia

Edoardo Bassini (* 14. April 1844 in Pavia; † 19. Juli 1924 in Padua) war ein   italienischer Chirurg. Mit seiner Veröffentlichung  „Über die Behandlung des Leistenbruches“, Nuovo metodo operativo per la cura dell'ernia inguinale (1889), setzte er den etwa ein Jahrhundert geltenden Standard zur operativen Leistenbruchbehandlung.

## Leben und berufliche Laufbahn
In Pavia als Sohn eines Bauern geboren studierte er an seinem Geburtsort Medizin und erlangte 1866 die Promotion. Im preußisch-österreichischen Krieg zog er sich als Unterstützer von Giuseppe Garibaldi 1867 bei dem Marsch auf Rom, dessen Ziel es war, die weltliche Macht und Einflussnahme der Päpste einzuschränken sowie Rom zur Hauptstadt des geeinten Italien zu machen, durch einen Bajonettstich  eines päpstlichen Gardisten im  rechten Unterbauch eine Verletzung zu. Erst nach  monatelanger Genesung konnte er die Kriegsverletzung auskuriert  werden. Die Auseinandersetzung mit dieser Verletzung beeinflusste seine Karriere als Chirurg. Nach Ausbildungsjahren u. a. bei Bernhard von Langenbeck in Berlin und Joseph Lister in London kehrte er nach Italien nach Padua zurück. Dort führte er die aseptische Hernienchirurgie ein und entwickelte nach anatomischen Studien an Leichen eine nach ihm benannte verbesserte Operationstechnik zur Behandlung der Leistenhernie (Naht von Musculus obliquus internus abdominis, M. transversus abdominis und Fascia transversalis).

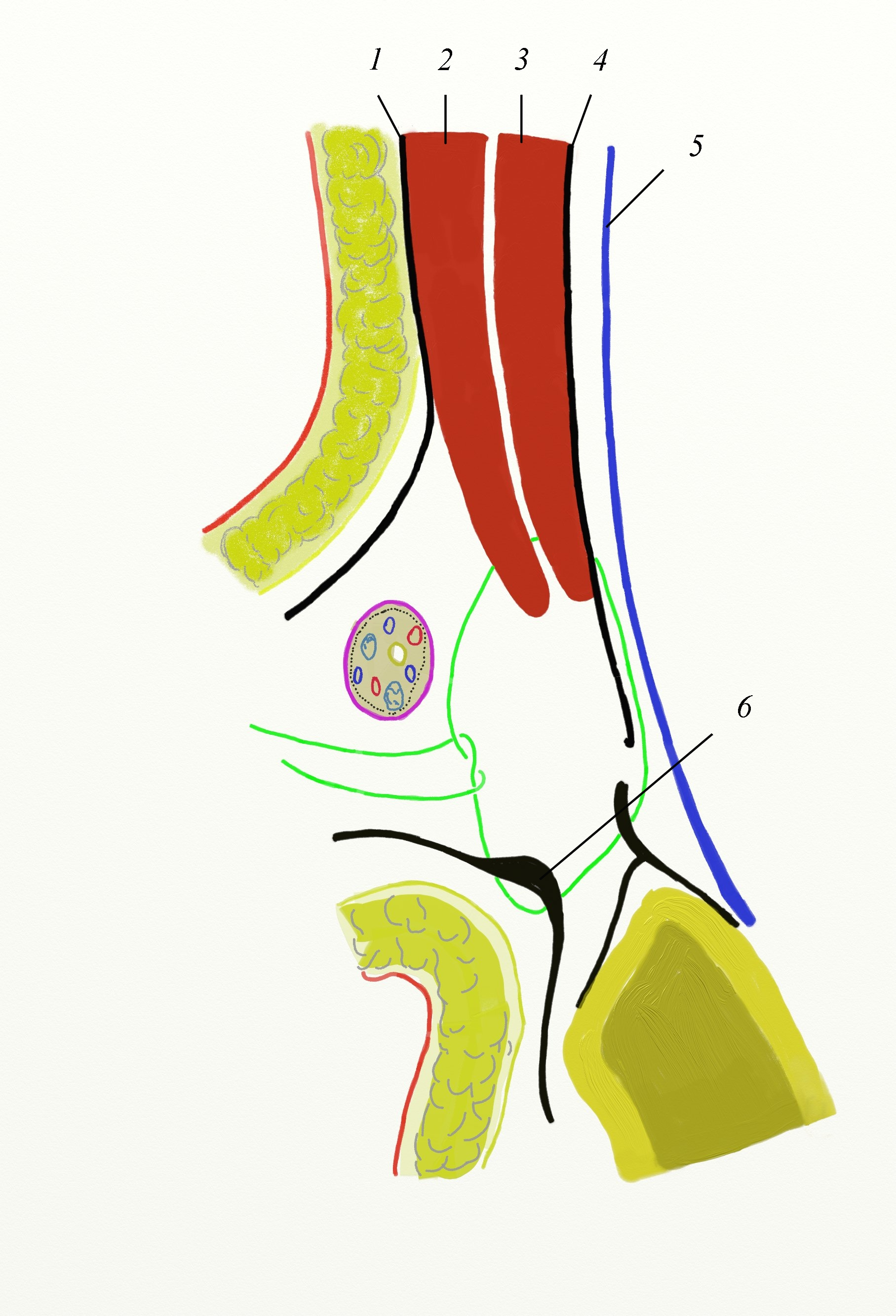
Das Herniotomieverfahren nach Bassini (1884), schematische Darstellung (Sagittalebene). 1. Aponeurosis musculi obliquus externus; 2. Musculus obliquus internus abdominis; 3. Musculus transversus abdominis; 4. Fascia transversalis; 5. Peritoneum; 6. Ligamentum inguinale.

Nach seinem Abschluss machte sich Bassini während seiner Auslandsaufenthalte mit den damals gängigen antiseptischen Methode vertraut. Er besuchte Theodor Billroth in Wien, Bernhard von Langenbeck in Berlin, Johann Nepomuk von Nußbaum in München und Joseph Lister sowie Thomas Spencer Wells (1818–1897) in London.
Von 1880 bis 1882 leitete er für zwei Jahre lang das Krankenhaus von La Spezia, dann erhielt er einen Ruf als Professor für pathologische Chirurgie in Padua. Von 1888 bis zum Entzug seiner Lehrbefugnis im Jahre 1919 hatte er zusätzlich die Professur für klinische Chirurgie inne.
1890 veröffentlichte er seine von ihm seit 1884 angewandte Technik und beschreibt 262 durchgeführte Hernienoperationen. 1891 hatte er auch eine neue Operationsmethode zur Behandlung von Schenkelhernien entdeckt. In seiner Veröffentlichung aus dem Jahr 1890 sind alle 262 Patienten namentlich mit Befund- und Verlaufsbeschreibung aufgeführt. Das Prinzip seiner Operationstechnik beschreibt er als „Wiederherstellung des Leistenkanals, wie dieser im physiologischen Zustand ist“. Heute würde man seine Technik als „Verstärkung der Leistenkanalhinterwand“ bezeichnen.

## Schriften (Auswahl)
- Die Radikalkur der Hernia inguinalis. In: Wiener Zeitung. 5, 1888.
- Nuovo metodo operativo per la cura dell'ernia inguinale. 1889.
- Über die Behandlung des Leistenbruchs. In: Langenbecks Archiv. Band 40, 1890.
- Neue Operationsmethode zur Radikalheilung des Schenkelbruchs. In: Langenbecks Archiv. Band 47, 1894.